# Småöringtjärnarna
Småöringtjärnarna är varandra näraliggande sjöar i Krokoms kommun i Jämtland och ingår i Indalsälvens huvudavrinningsområde. Småöringtjärnarna ligger i Gråberget-Hotagsfjällen Natura 2000-område och skyddas av fågeldirektivet
- Småöringtjärnarna (Hotagens socken, Jämtland, 710322-144930), sjö i Krokoms kommun, 64°01′56″N 14°46′03″Ö / 64.0321°N 14.7676°Ö
- Småöringtjärnarna (Hotagens socken, Jämtland, 710323-144914), sjö i Krokoms kommun, 64°01′56″N 14°45′51″Ö / 64.0322°N 14.7643°Ö
- Småöringtjärnarna (Hotagens socken, Jämtland, 710339-144914), sjö i Krokoms kommun, 64°02′01″N 14°45′51″Ö / 64.0336°N 14.7643°Ö
- Småöringtjärnarna (Hotagens socken, Jämtland, 710339-144917), sjö i Krokoms kommun, 64°02′01″N 14°45′54″Ö / 64.0336°N 14.7649°Ö